# Srijaya Makmur
Srijaya Makmur is een bestuurslaag in het regentschap Musi Rawas van de provincie Zuid-Sumatra, Indonesië. Srijaya Makmur telt 2826 inwoners (volkstelling 2010).